# Televizijska mreža
Televizijska mreža je naziv za mrežu koja distribuira televizijski sadržaj u obliku televizijskih programa koje se emitiraju preko pojedinačnih televizijskih stanica. 
Sve do sredine 1980-ih televizijski program širom svijeta bio je skoro u isključivo domenu malog broja strogo centraliziranih mreža u pojedinim državama, a te mreže su svoje podrijetlo često imale u nekadašnjim radio mrežama. U mnogim od država pojedinačne TV-stanice nisu bile ništa drugo do odašiljači za program nacionalne TV-mreže. Zbog toga se danas ponekad izraz televizijski kanal miješa s izrazom televizijska mreža.
S vremenom je razvitak satelitske, kablovske i digitalne televizije doveo do stvaranja televizijskih stanica koje na širokom prostoru mogu emitirati specifični program za specifično gledateljstvo (MTV, CNN, Eurosport).

## Povezani članak
- Popis TV-mreža u svijetu